# NGC 6654A
NGC 6654A è una galassia a spirale di forma peculiare, debole di luminosità in quanto abbastanza diffusa e con poca brillanza superficiale. È allungata da Est verso Ovest.
La struttura peculiare irregolare non è rilevabile che con grandi ingrandimenti e anche in modo soffuso. La parte centrale è ovaleggiante e vi sono delle concentrazioni di stelle di forma irregolare dalla parte centrale verso la periferia.
La si può considerare come facente parte di un gruppo di tre galassie, molto vicine tra loro nella stessa zona di campo, anche se non ne è dimostrata la reciproca attrazione gravitazionale; le altre due sono: UGC 11331 e MCG +12-17-27.
UGC 11331 è una galassia di magnitudine visuale 14,9, molto evanescente e piccola, di 1',5 x 1',1, di tipo Sm, situata 2',6 a NW di NGC 6654A.
La stellina posta circa 1' in direzione Sud è la GSC 4442:597, di magnitudine 12,4.